# Eresus moravicus
Eresus moravicus — вид павуків із родини Eresidae, поширений в Австрії, Угорщині, Чехії, Сербії, Словаччині та Албанії. Він головним чином зустрічається в скелястих степах. Його названо на честь східної частини Чехії — Моравії, де був знайдений типовий зразок. E. moravicus — один з трьох видів, на які поділили Eresus cinnaberinus або Eresus niger. У червні 2023 року, представників цього виду, вперше, було знайдено в Україні на території Національного природного парку «Тузловські лимани».

## Опис
Це найбільший вид Eresus, який зустрічається у Центральній Європі. Самиці мають переважно чорне забарвлення, окрім помаранчевих волосин на передній частині просоми. Самці ж мають чорне та червоне забарвлення. Перші дві пари ніг у них чорні, а останні дві — червоні. Опістосома червона, карапакс чорний. У той час як самки переважно чорні, за винятком помаранчевих волосків на частині просоми.

## Ідентифікація
E. moravicus можна відрізнити від двох інших видів за повністю червоними задніми ногами у самців і помаранчевими волосками на просомах у самок, серед інших ознак. Для розрізнення від середземноморських видів, які також мають цю ознаку, використовуються видо-специфічні риси. У випадку E. ruficapilus їх можна відрізнити за просомою, яка звужується назад, E. fulvous має більший розмір і довші жовті волоски, які покривають більшу частину передньої частини членистого відростка. Вони також мають меншу долоподібну сперматеку. E. ignicomis є більшими, а покриття помаранчевими волосинами менш регулярне, зазвичай просто плямисте. E. tricolor відрізняються наявністю білих плям на опістосомі. E. ignicomis більший, а покриття помаранчевих волосків менш однорідне, зазвичай це лише плями. E. tricolor відрізняються наявністю білих плям на опистосомах.